# Hradec (Hradec-Nová Ves)
Hradec (německy Gröditz, polsky Grodziec) je vesnice, dnes součást obce Hradec-Nová Ves v okrese Jeseník. Hradec, ležící v katastrálním území Hradec u Jeseníka, tvoří jednu ze dvou základních sídelních jednotek této obce.

## Historie
V Hradci se ve středověku zřejmě nacházel svobodný a částečně opevněný statek, od něhož ves převzala své jméno. Jeho zbytky se nachází u domu čp. 7. Od druhé poloviny 14. století se v držení vesnice vystřídalo postupně devět různých majitelů, k nimž patřili biskupský rada Rathaube, Trauttmansdorffové či Pücklerové. Od začátku 17. století se v Hradci nacházela pila, ve druhé polovině 18. století zde byla zřízena vápencová pec a varna piva. Po zrušení patrimoniální správy v roce 1848 byla roku 1850 k Hradci administrativně připojena blízká Nová Ves. V roce 1888 byla postavena železniční trať z Hanušovic do Hlucholaz, vedená mezi Hradcem a Novou Vsí. V roce 1976 byla celá obec Hradec připojena k Mikulovicím, opětovně se osamostatnila v roce 1990, tentokrát pod názvem Hradec-Nová Ves.

## Obyvatelstvo
| 1869 | 1880 | 1890 | 1900 | 1910 | 1921 | 1930 | 1950 | 1961 | 1970 | 1980 | 1991 | 2001 | 2011 |
| ---- | ---- | ---- | ---- | ---- | ---- | ---- | ---- | ---- | ---- | ---- | ---- | ---- | ---- |
| 330  | 361  | 391  | 451  | 420  | 435  | 548  | 258  | 276  | 216  | 174  | 140  | 164  | 171  |

## Fotogalerie

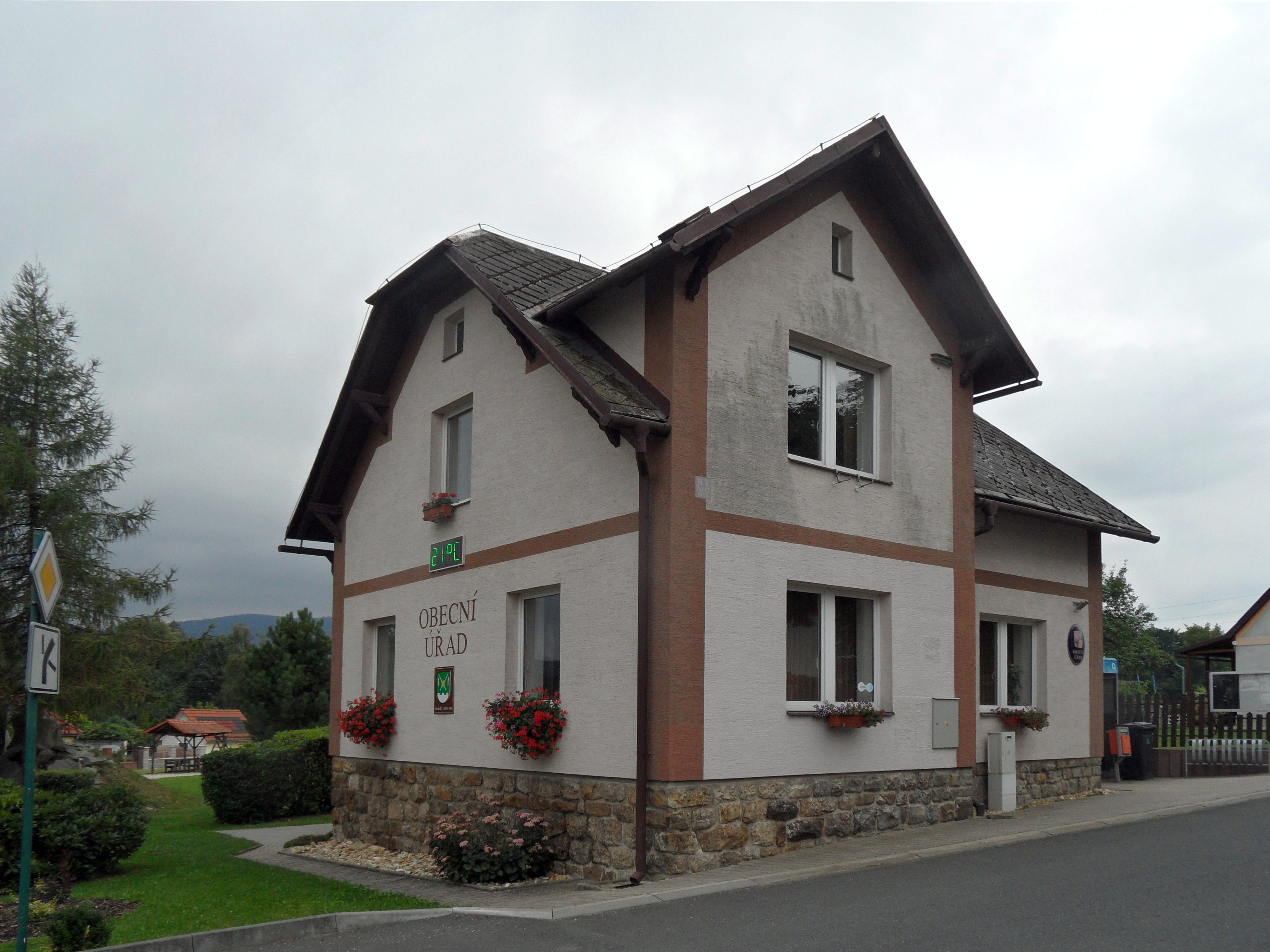
Obecní úřad
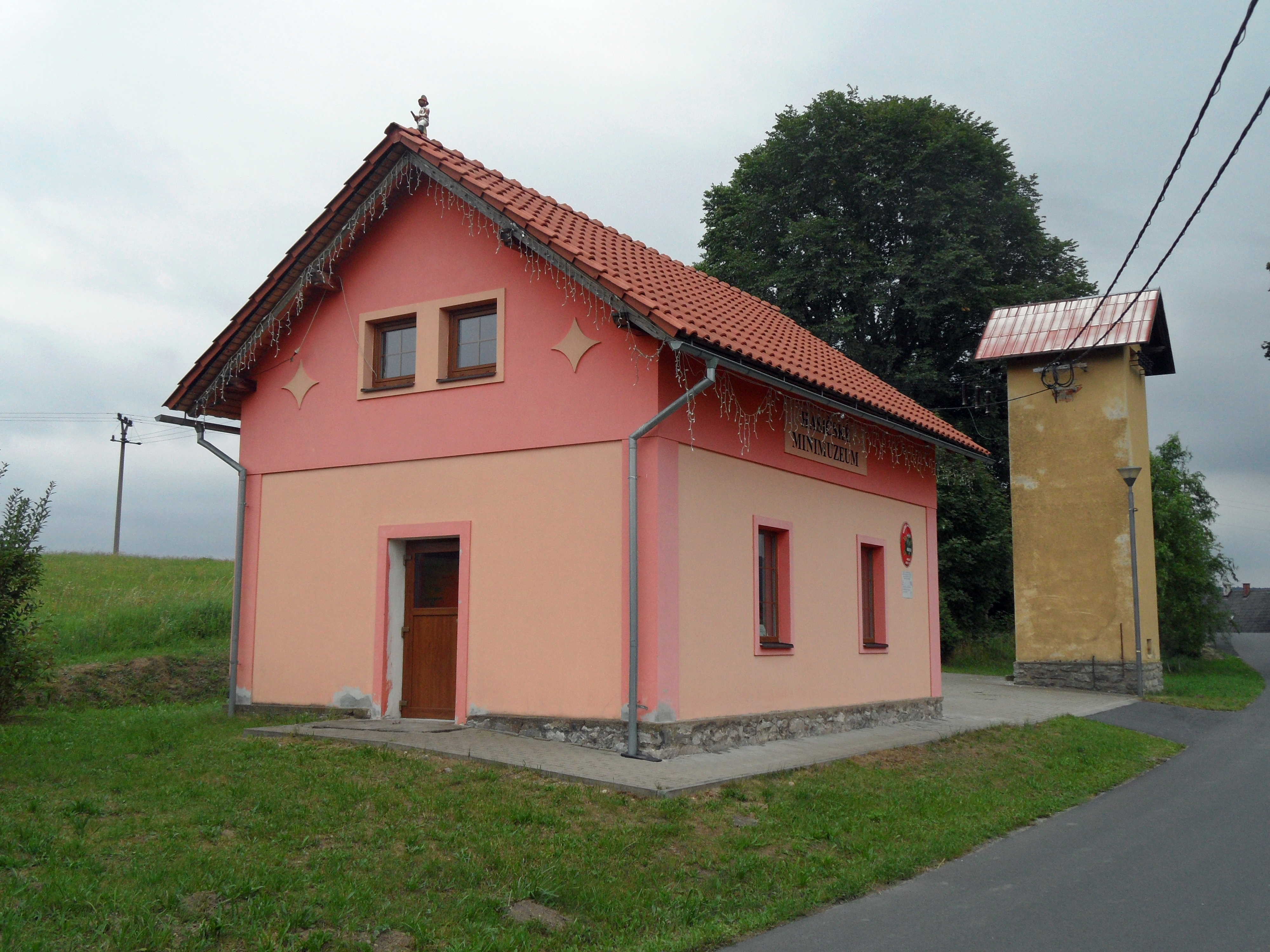
Hasičské minimuzeum
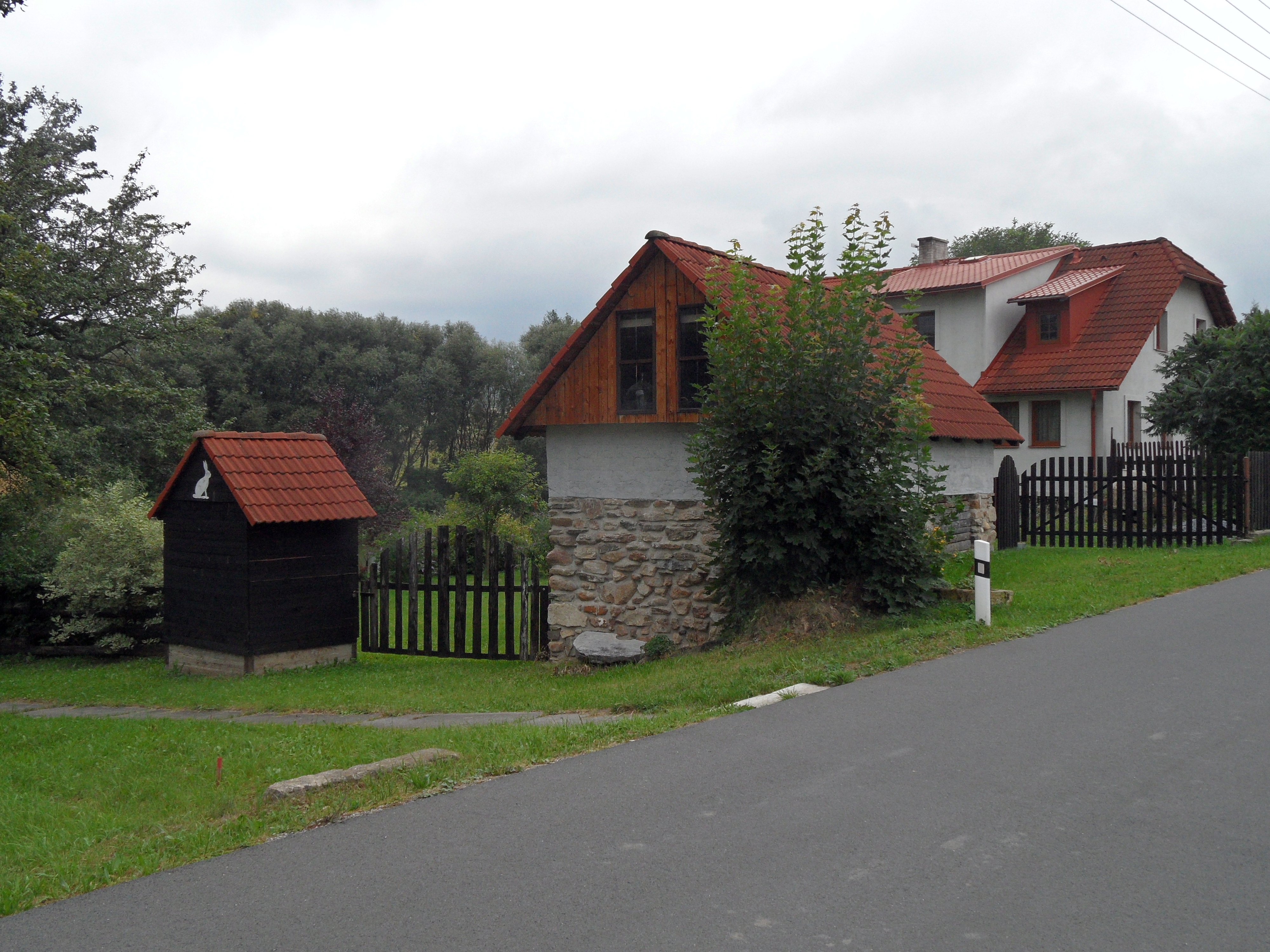
Rodinný dům